# Падіде
Футбольний клуб Падіде або просто «Падіде» (перс. باشگاه فوتبال پدیده‎‎) — іранський колишній футбольний клуб, що виник у 2022 році, з міста Мешхед. Зараз команда виступає в Persian Gulf Pro League.

## Історія

### Мес Сарчешмех

#### Ліга Азадеган
«Мес Сарчешмех» належав найбільшому виробнику міді Керману компанії «Sanate Mes Kerman», ця ж компанія володіла клубом «Мес Керман». «Мес Сарчешмех» був заснований 1998 року, як і ще декілька клубів, Мідною компанією Керману. За словами представників цього клубу, команда пережила дуже усішний період, протягом чотирьої років вона двічі підвищувалася в класі.
В сезоні 2007/08 року команда стала бронзовим призером чемпіонату, а вже наступного сезону стала переможцем національного чемпіонату та здобула моливість підаищитися в класі. У своєму дебютному сезоні в Лізі Азадеган клуб виступавдуже впевнено та посів високе підсумкове 5-те місце. А вже наступний сезон виявився останнім для команди в Лізі Азадеган 1, оскільки вони стали переможцями чемпіонату, випередивши Алюмініум Хоморзган завдяки найкращій різниці забитих та пропущених м'ячів. Вперше в своїй історії «Мес Сарчешмех» вийшов до іранської Прем'єр-ліги.

#### Вихід до Про Ліги Ірану
«Мес Сарчешмех» була другою командою у власності «Sanate Mes Kerman», яка вийшла до Прем'єр-ліги, першою була «Мес Керман». «Мес Сарчешмех» не зміг закріпитися в ІПЛ й за пдсумками сезону покинув цей турнір. У липні 2013 року клуб переїхав з Керману до Мешхеду й був перейменований в «Падіде Шандіз».

### Падіде Шандіз
По завершенні сезону 2012/13 років «Мес Сарчешмех» відмовився від статусу пофесійного футбольного клубу. У липні 2013 року головний спонсор клубу продав його Падіде Шандіз. Нові власники перевезли клуб до Мешхеду та призначили його президентом Акбара Місагяна. «Падіде» вийшов до Іранської Гульф Про Ліги наступного сезону, та став переможцем Ліги Азадеган після перемоги в фіналі турніру з рахунком 1:0 над «Нафт Маджет Солейманом». Перед початком свого першого сезону в Іранській Гульф Про Лізі «Падіде» здійснив декілька гучних придбань, таких як Реза Енаяті та Милан Йованович. В сезоні 2014/15 років «Падіде» дійшов до півфіналу Кубку Хазфі, в якому поступився в серії післяматчевих пенальті «Нафт Тегеран». 

## Досягнення
- Ліга Азадеган
  -  Чемпіон (1): 2013/14
  -  Срібний призер (1): 2010/11, 2012/13

- Ліга 2 (Іран)
  -  Чемпіон (1): 2008/09
  -  Бронзовий призер (1): 2007/08

## Статистика виступів
| Рік     | Див. | Ліга              | Місце | Кубок Хазфі  |
| 2004/05 | 3    | 2-ий дивізіон     | 10-те |              |
| 2005/06 | 3    | 2-ий дивізіон     | 7-ме  |              |
| 2006/07 | 3    | 2-ий дивізіон     | 8-ме  | Перший раунд |
| 2007/08 | 3    | 2-ий дивізіон     | 3-тє  | Третій раунд |
| 2008/09 | 3    | 2-ий дивізіон     | 1-ше  | Перший раунд |
| 2009/10 | 2    | Ліга Азадеган     | 5-те  | 1/16 фіналу  |
| 2010/11 | 2    | Ліга Азадеган     | 2-ге  | 2-ий раунд   |
| 2011/12 | 1    | Іранська Про Ліга | 18-те | 1/8 фіналу   |
| 2012/13 | 2    | Ліга Азадеган     | 2-ге  | 1/16 фіналу  |
| 2013/14 | 2    | Ліга Азадеган     | 1-ше  | 1/16 фіналу  |
| 2014/15 | 1    | Іранська Про Ліга | 10-те | 1/2 фіналу   |
| 2015/16 | 1    | Іранська Про Ліга | 10-те | 1/8 фіналу   |

## Стадіон
Зараз свої домашні поєдинки клуб проводить на стадіоні «Самен». Крім того клуб будує приватний стадіон, який матиме назву «Шаре Бехест», який буде вміщувати 25 000 уболівальників. Роботи на стадіоні мали завершитися до початку сезону 2016/17 років.

## Склад команди
Станом на 1 липня 2016 року

| №  | Поз. | Нац.     | Гравець                         |
| -- | ---- | -------- | ------------------------------- |
| 1  | ВР   | Іран     | Можтаба Рошангар (віце-капітан) |
| 2  | ЗХ   | Вірменія | Вараздат Ароян                  |
| 3  | ЗХ   | Іран     | Фаріборз Герамі                 |
| 4  | ЗХ   | Іран     | Хоссейн Морадманд U-23          |
| 5  | ЗХ   | Іран     | Абдоллах Хосейні U-23           |
| 6  | ПЗ   | Іран     | Карім Ахмаді                    |
| 7  | ПЗ   | Іран     | Реза Насехі (капітан)           |
| 8  | ЗХ   | Іран     | Мохаммад Реза Хорсанднія        |
| 10 | НП   | Іран     | Юнес Шакері                     |
| 11 | НП   | Іран     | Мохаммад Алі Мардані U-23       |
| 13 | ПЗ   | Іран     | Мосен Юсефі                     |

| №  | Поз. | Нац.        | Гравець                 |
| -- | ---- | ----------- | ----------------------- |
| 17 | ЗХ   | Іран        | Абдолхассан Жафарі      |
| 21 | ПЗ   | Іран        | Мілад Каандані U-23     |
| 23 | ЗХ   | Іран        | Моеїн Аббасян           |
| 24 | ПЗ   | Іран        | Мердад Кафшгарі         |
| 27 | НП   | Іран        | Хоссейн Замерхан        |
| 35 | ВР   | Іран        | Шабаб Гордан            |
| 36 | ПЗ   | Кот-д'Івуар | Дрісса Діаррассуба U-21 |
| 37 | ЗХ   | Іран        | Мортеза Мансурі         |
| 63 | ПЗ   | Іран        | Мосен Баят              |
| 75 | НП   | Іран        | Хоссейн Мерабан U-21    |
| 88 | ПЗ   | Іран        | Реза Хаґіґі             |
| 99 | ПЗ   | Іран        | Хамзе Хазіраві U-23     |

## Тренерський штаб
| Посада                     | Ім'я                    |
| -------------------------- | ----------------------- |
| Головний тренер            | Мохаммад Реза Мохаджері |
| Помічник головного тренера | Мостафа Садегат         |
| Помічник головного тренера | Армен Гюльбудагянц      |
| Тренер воротарів           | Есмаїл Ардалан          |
| Тренер з фіз.підготовки    | Хассан Бадамакі         |
| Лікар                      | Алі Азам                |
| Аналітик                   | Амір Мірзаї             |
| Менеджер команди           | Можтата Сарасіабі       |

## Відомі тренери
| Ім'я                    | Нац. | З             | До             |
| ----------------------- | ---- | ------------- | -------------- |
| Алі Хадаві              | Іран | червень 2005  | вересень 2009  |
| Ахмад Санжарі           | Іран | вересень 2009 | серпень 2011   |
| Ашгар Шарафі            | Іран | серпень 2011  | червень 2012   |
| Давуд Махабаді          | Іран | червень 2012  | липень 2013    |
| Акбар Місагян           | Іран | липень 2013   | травень 2014   |
| Аліреза Марзбан         | Іран | травень 2014  | липень 2015    |
| Мохаммад Реза Мохаджері | Іран | липень 2015   | теперішній час |